# میدسامر (فیلم)
میدسامر (به سوئدی: Midsommar به‌معنای نیمهٔ تابستان) یک فیلم ترسناک فولکلور دلهره‌آور آمریکایی به نویسندگی و کارگردانی آری استر است که در سال ۲۰۱۹ منتشر شد. از بازیگران آن می‌توان به فلورنس پیو، جک رینور، ویل پولتر، و ویلیام جکسون هارپر اشاره کرد. این فیلم داستان یک گروه جوان را روایت می‌کند که برای شرکت در یک جشنواره سنتی که هر ۹۰ سال یک‌بار در دهکده‌ای دورافتاده در سوئد برگزار می‌شود، راهی اسکاندیناوی می‌شوند اما ناگاه خود را دربند فرقه‌ای شمن‌باور می‌یابند.
فیلم میدسامر تحسین منتقدین و مخاطبان را در پی داشت و از کارگردانی و بازی بازیگران تعریف و تمجید شد.

## داستان
دنی آردور دانشجوی روان‌شناسی، پس از آن‌که خواهرش تری خود و والدینش را با پر کردن خانه با مونوکسید کربن می‌کشد، دچار آسیب روحی می‌شود. این حادثه روابط دنی را با دوست پسرش کریستین هیوز تیره و تارتر از قبل می‌کند. ماه‌ها بعد، او می‌فهمد که کریستین و دوستانش مارک و جاش توسط دوست سوئدی خود پله دعوت شده‌اند تا در جشنواره نیمه تابستانه در دهکدهٔ اجدادیش هورگا در روستای هولسینگلند در سوئد شرکت کنند. این جشن هر ۹۰ سال یکبار برگزار می‌شود و جاش که مانند کریستین دانشجوی مردم‌شناسی، می‌خواهد پایان نامهٔ خود را در مورد جشنواره‌های نیمهٔ تابستانی اروپا بنویسد. کریستین سفر را از دنی پنهان می‌کند زیرا می‌خواهد قبل از رفتن از او جدا شود، اما بعد از اینکه در مورد سفر مطلع می‌شود او را نیز دعوت می‌کند، هرچند که فکر نمی‌کند که او واقعاً بیاید.
در بدو ورود، آن‌ها با سیمون و کانی، یک زوج انگلیسی از لندن که توسط برادر پله، اینگمار دعوت شده بودند، ملاقات می‌کنند. او به گروه قارچ‌های روانگردان می‌دهد و دنی در تجربهٔ بدی که دارد، خانواده متوفی خود را می‌بیند. پله به مناسبت تولدش یک نقاشی به دنی می‌دهد و سپس تاریخ را به کریستین یادآوری می‌کند. فردای ورود آن‌ها، گروه شاهد یک مراسم عجیب هستند؛ مراسمی که در آن دو فرد سالخورده با پریدن از صخره‌ای برروی یک سکوی سنگی، خودکشی می‌کنند. هنگامی که یکی از آن‌ها از سقوط جان سالم به در می‌برد، اعضای دهکده ناله‌های زجرآمیز او را تقلید کرده و جمجمهٔ او را با چکش خرد می‌کنند. سیو ریش سفید دهکده، سعی می‌کند تا سیمون و کانی را آرام کند و توضیح می‌دهد که همه اعضای دهکده آن‌ها این کار را در سن ۷۲ سالگی انجام می‌دهند.
کریستین همچنان می‌خواهد پایان‌نامه خود را در آن‌جا بنویسد و جاش را عصبانی می‌کند. دنی که از حضور در دهکده آزرده خاطر شده است، قصد دارد از آن‌جا برود، اما پله او را متقاعد می‌کند که بماند، و ارتباط خود را با دهکده بعد از یتیم شدن هنگام مرگ والدینش در آتش توضیح می‌دهد و از او می‌پرسد آیا او فکر می‌کند که کریستین دوستش دارد. کانی تصمیم می‌گیرد برود و اهالی دهکده به آن‌ها می‌گویند که او را به نزدیک‌ترین ایستگاه قطار نزدیک برده‌اند. پس از ادرار غیرعمدی مارک روی درخت نیاکان، مارک توسط اینگا اغوا شده و به دام می‌افتد. در آن شب، جاش مخفیانه از متون مقدس دهکده با خط رونی عکس می‌گیرد، اما شخصی که ماسک پوست صورت مارک را به چهره دارد، با چماق به او ضربه زده و او را می‌برد.
روز بعد، دنی به اجبار یک نوشیدنی توهم‌زا را مصرف می‌کند. او برندهٔ مسابقه تیرک ماه می شده و تاج ملکه را بر سر می‌کند. در همین حین، کریستین که تحت تأثیرات مواد مخدر است، در یک مراسم جنسی شرکت می‌کند که برای بارور کردن ماجا زن جوان دهکده، طراحی شده است و در آن زن‌های برهنه بزرگتر که شاهد این اتفاق هستند، ناله‌های ماجا را تقلید می‌کنند. دنی پس از مشاهده این مراسم که دچار حملهٔ عصبی شده، توسط زنان دهکده احاطه شده و آن‌ها از گریه‌هایش تقلید می‌کنند. پس از انجام مراسم، کریستین به خودش می‌آید و سعی می‌کند فرار کند. او متوجه می‌شود که پای جاش در یک گلدان کاشته شده و بدن سیمون در یک انبار تبدیل به یک عقاب خونین شده است و سپس توسط ریش سفید دهکده فلج می‌شود.
رهبران دهکده به دنی توضیح می‌دهند که برای پاکسازی دهکده از شرارت، ۹ انسان باید قربانی شوند. چهار قربانی اول خارجی هستند که توسط پله و انگمار فریب داده شده و به دام افتادند، در حالی که چهار قربانی دیگر باید از اعضای دهکده باشند. دنی به‌عنوان ملکه ماه می‌باید آخرین قربانی را از بین کریسیتین و یکی از اهالی دهکده انتخاب کند. او کریستین را انتخاب می‌کند. او درون کالبد خرس قهوه‌ای رنگی در یک معبد چوبی مثلثی در کنار قربانی‌های دیگر قرار می‌گیرد. سپس آن‌ها را به آتش می‌کشند و اعضای دهکده فریاد و ناله کسانی را که زنده زنده سوزانده می‌شوند را تقلید می‌کنند. دنی در ابتدا با وحشت گریه می‌کند، اما به‌تدریج لبخند خشنودی بر لبانش نقش می‌بندد.

## بازیگران
- فلورنس پیو در نقش دنی آردور
- جک رینور در نقش کریستین هیوز
- ویلیام جکسون هارپر در نقش جاش
- ویل پولتر در نقش مارک
- گونل فرد در نقش سیو
- جولیا رگنارسون در نقش اینگا
- بیورن اندرسن در نقش دن

## تولید

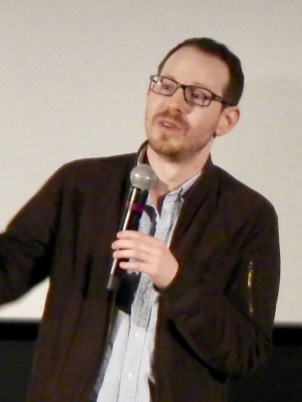
آری استر نویسنده و کارگردان میدسامر

این فیلم ابتدا به عنوان فیلمی ساده در میان فرقه‌گرایان سوئد، به آری استر واگذار شد، اما استر این ایده را رد کرد زیرا احساس می‌کرد که هیچ داستانی ندارد، او طرحی اجرا کرد که در آن دو شخصیت اصلی تنش جدایی را تجربه کنند و فیلمنامه را پیرامون این موضوع نوشت.
در ژوئیه ۲۰۱۸، فلورنس پیو، جک رینور، ویل پولتر و ویلیام جکسون هارپر به عنوان بازیگران اصلی به پروژه اضافه شدند. فیلم‌برداری در ۳۰ ژوئیه ۲۰۱۸ در بوداپست مجارستان آغاز و در اکتبر ۲۰۱۸ به اتمام رسید.
در سال ۲۰۲۰ ای ۲۴ لوازم فیلم‌ها و سریال‌های خود را به حراج گذاشت که در طی آن لباس فلورنس پیو با ۱۰ هزار گل ابریشم به قیمت ۶۵ هزار دلار توسط آکادمی موزه فیلم، لباس جک رینور به قیمت حدوداً ۵ هزار دلار و جمجمه یکی از اعضای فرقه به قیمت ۱۰ هزار دلار و وسایل روستاییان به قیمت ۴ هزار دلار خریداری شد. درآمد حاصل خرج امور خیریه شد.

## بازخورد

### فروش
فروش این فیلم در ایالات متحدهٔ آمریکا و کانادا بیش ۲۸٫۵ میلیون دلار و در سایر مناطق ۲۰٫۵ میلیون دلار بوده است که در مجموع فروش جهانی آن را به ۴۸ میلیون دلار می‌رساند.

### بازخوردهای انتقادی
امتیاز این فیلم در سایت راتن تومیتوز، بر اساس ۳۸۵ نقد معادل ۸۳٪ بوده است. در سایت متاکریتیک نیز میانگین امتیاز این فیلم بر اساس ۵۴ نقد، ۷۲ از ۱۰۰ بوده است.

## جوایز
| سال  | جایزه                          | دسته‌بندی                 | گیرنده          | نتیجه    |
| ---- | ------------------------------ | ------------------------ | --------------- | -------- |
| ۲۰۱۹ | جوایز گاتهام                   | بهترین بازیگر زن         | فلورنس پیو      | نامزدشده |
| ۲۰۱۹ | جوایز گاتهام                   | بهترین فیلمنامه          | آری استر        | نامزدشده |
| ۲۰۲۰ | انجمن منتقدان هالیوود          | بهترین فیلم ترسناک       | میدسامر         | نامزدشده |
| ۲۰۲۰ | جایزه ایندیپندنت اسپیریت       | بهترین فیلمبرداری        | پاول یوگورزلسکی | نامزدشده |
| ۲۰۲۰ | جشنواره بین‌المللی سنتا باربارا | بهتربن بازیگر نقش اول زن | فلورنس پیو      | پیروز    |